# NGC 2853
NGC 2853 est une galaxie lenticulaire barrée située dans la constellation du Lynx. NGC 2853 a été découverte par l'astronome germano-britannique William Herschel en 1788.

## Caractéristiques
Sa vitesse par rapport au fond diffus cosmologique est de  2 004 ± 16 km/s, ce qui correspond à une distance de Hubble de 29,6 ± 2,1 Mpc (∼96,5 millions d'al).
À ce jour, une mesure non basée sur le décalage vers le rouge (redshift) donne une distance d'environ 28,200 Mpc (∼92 millions d'al). Cette valeur est à l'intérieur des valeurs de la distance de Hubble.

## Paire de galaxies
NGC 2853 et NGC 2852 forment une paire de galaxie.